# 813 Baumeia
813 Baumeia è un asteroide della fascia principale del diametro medio di circa 13,5 km. Scoperto nel 1915, presenta un'orbita caratterizzata da un semiasse maggiore pari a 2,2238081 UA e da un'eccentricità di 0,0255735, inclinata di 6,29757° rispetto all'eclittica.
Il suo nome è in onore di H. Baum, uno studente di astronomia ucciso durante la prima guerra mondiale.